# Madalena de Jolda
Madalena de Jolda é uma povoação portuguesa do Município de Arcos de Valdevez que foi sede da extinta Freguesia de Madalena de Jolda ou Freguesia de Jolda (Madalena), freguesia que tinha 2,5 km² de área e 350 habitantes (2011), e, por isso, uma densidade populacional de 140 hab/km².
A Freguesia de Jolda (Madalena) foi extinta em 2013, no âmbito de uma reforma administrativa nacional, tendo sido agregada à freguesia de Rio Cabrão, para formar uma nova freguesia denominada União das Freguesias de Jolda (Madalena) e Rio Cabrão da qual é sede..

## População
| População da freguesia de Jolda (Madalena) | População da freguesia de Jolda (Madalena) | População da freguesia de Jolda (Madalena) | População da freguesia de Jolda (Madalena) | População da freguesia de Jolda (Madalena) | População da freguesia de Jolda (Madalena) | População da freguesia de Jolda (Madalena) | População da freguesia de Jolda (Madalena) | População da freguesia de Jolda (Madalena) | População da freguesia de Jolda (Madalena) | População da freguesia de Jolda (Madalena) | População da freguesia de Jolda (Madalena) | População da freguesia de Jolda (Madalena) | População da freguesia de Jolda (Madalena) | População da freguesia de Jolda (Madalena) |
| ------------------------------------------ | ------------------------------------------ | ------------------------------------------ | ------------------------------------------ | ------------------------------------------ | ------------------------------------------ | ------------------------------------------ | ------------------------------------------ | ------------------------------------------ | ------------------------------------------ | ------------------------------------------ | ------------------------------------------ | ------------------------------------------ | ------------------------------------------ | ------------------------------------------ |
| 1864                                       | 1878                                       | 1890                                       | 1900                                       | 1911                                       | 1920                                       | 1930                                       | 1940                                       | 1950                                       | 1960                                       | 1970                                       | 1981                                       | 1991                                       | 2001                                       | 2011                                       |
| 478                                        | 439                                        | 454                                        | 482                                        | 539                                        | 513                                        | 513                                        | 594                                        | 572                                        | 608                                        | 536                                        | 541                                        | 475                                        | 415                                        | 350                                        |

| Distribuição da População por Grupos Etários | Distribuição da População por Grupos Etários | Distribuição da População por Grupos Etários | Distribuição da População por Grupos Etários | Distribuição da População por Grupos Etários | Distribuição da População por Grupos Etários | Distribuição da População por Grupos Etários | Distribuição da População por Grupos Etários | Distribuição da População por Grupos Etários | Distribuição da População por Grupos Etários |
| -------------------------------------------- | -------------------------------------------- | -------------------------------------------- | -------------------------------------------- | -------------------------------------------- | -------------------------------------------- | -------------------------------------------- | -------------------------------------------- | -------------------------------------------- | -------------------------------------------- |
| Ano                                          | 0-14 Anos                                    | 15-24 Anos                                   | 25-64 Anos                                   | > 65 Anos                                    |                                              | 0-14 Anos                                    | 15-24 Anos                                   | 25-64 Anos                                   | > 65 Anos                                    |
| 2001                                         | 61                                           | 65                                           | 190                                          | 99                                           |                                              | 14,7%                                        | 15,7%                                        | 45,8%                                        | 23,9%                                        |
| 2011                                         | 42                                           | 39                                           | 182                                          | 87                                           |                                              | 12,0%                                        | 11,1%                                        | 52,0%                                        | 24,9%                                        |

Média do País no censo de 2001:  0/14 Anos-16,0%; 15/24 Anos-14,3%; 25/64 Anos-53,4%; 65 e mais Anos-16,4%
Média do País no censo de 2011:   0/14 Anos-14,9%; 15/24 Anos-10,9%; 25/64 Anos-55,2%; 65 e mais Anos-19,0%